# Chauliodus dentatus
Chauliodus dentatus is een straalvinnige vissensoort uit de familie van Stomiidae. De wetenschappelijke naam van de soort is voor het eerst geldig gepubliceerd in 1899 door Garman.